# Ernest Bircher
Ernest Bircher, né le 11 décembre 1928 et mort le 6 octobre 2019, est un rameur d'aviron britannique. 

## Carrière
Ernest Bircher participe aux Jeux olympiques de 1948 à Londres et remporte la médaille d'argent en huit, avec Christopher Barton, Michael Lapage, Guy Richardson, Paul Massey, John Meyrick, Alfred Mellows, Jack Dearlove et Charles Lloyd.